# Théorie quantitative de la monnaie
 (décembre 2016).
Si vous disposez d'ouvrages ou d'articles de référence ou si vous connaissez des sites web de qualité traitant du thème abordé ici, merci de compléter l'article en donnant les références utiles à sa vérifiabilité et en les liant à la section « Notes et références ».
 (décembre 2016).
- Si vous ne connaissez pas le sujet, laissez ce bandeau (vous pouvez alors contacter les auteurs).
- Si vous supprimez le contenu mis en cause (vous pouvez préalablement contacter les auteurs),

argumentez précisément cette suppression dans la page de discussion
(un manque de référence n'est pas un argument ; une recherche réelle de référence doit avoir été effectuée, être formellement documentée).
La théorie quantitative de la monnaie, ou le quantitativisme, est une théorie économique affirmant qu'une variation de la quantité de monnaie en circulation induit exactement la même variation pour le niveau général des prix, de manière spontanée ou à long terme.
Développée par plusieurs auteurs successifs, de Martin d'Azpilcueta à Nicolas Copernic, en passant par Jean Bodin, elle a été reformulée dans les années 1910 par Irving Fisher puis par les monétaristes au cours des années 1970. Si la théorie quantitative de la monnaie est partiellement vérifiée, elle fait l'objet de débats sur les causes de l'inflation et sur l'actualité du lien entre masse monétaire et inflation.

## Historique

### Les précurseurs
Alors que le mercantilisme et notamment le bullionisme voyaient dans la monnaie l’essence même de la richesse, les physiocrates et leurs successeurs jusqu'à la fin du XIXe siècle mettent l’accent sur sa fonction de moyen d’échange et réservent la dénomination de « richesses » aux seuls biens réels. Les grands auteurs des XVIIIe et XIXe siècles, comme François Quesnay, Richard Cantillon, Turgot, Adam Smith, Jean-Baptiste Say, David Ricardo et John Stuart Mill, s'accordent sur les positions suivantes :
- la seule vraie monnaie est la monnaie métallique. Les billets de banque et les dépôts ne sont pas de la monnaie, mais des substituts ou des dérivés (Irving Fisher parlera de « succédanés ») ;
- la création monétaire a pour effet d’une part d’altérer le niveau général des prix, et d’autre part de transférer des richesses vers ceux qui reçoivent cette monnaie au détriment de tous les autres (effet Cantillon), ce qui n’est pas souhaitable.

Plusieurs auteurs, dont notamment Martin d'Azpilcueta, Nicolas Copernic et Jean Bodin, croient discerner un lien entre la quantité de métaux en circulation et le niveau général des prix. Cette proto-théorie quantitative de Bodin est étendue par David Ricardo, et devient officielle et la seule enseignée. Karl Marx aussi abonde dans ce sens en déclarant que la monnaie masque la réalité des rapports de production et la vitesse de la circulation.
La première formulation de la théorie quantitative de la monnaie remonte aux travaux de Jean Bodin en 1568. Ses travaux portaient sur les effets inflationnistes de l'arrivée massive d'or en provenance d'Amérique latine ; cet afflux provoquant une hausse des prix en Espagne et sur le continent européen. Il est toutefois très courant d'attribuer les origines de la théorie quantitative de la monnaie à David Ricardo (disciple de Smith).

### Les créateurs
Irving Fisher formalise les intuitions de ses prédécesseurs en 1911. Cette formalisation a lieu à une époque où les économistes revoient leurs positions sur les effets de la monnaie. Si elle est toujours considérée par beaucoup comme neutre, il est entrevu que son augmentation ou sa chute puisse faire augmenter ou baisser la masse monétaire et donc empêcher le système économique de fonctionner. Par exemple, la même année, Joseph Schumpeter, dans Théorie de l’évolution économique met en avant le rôle des entrepreneurs et des banques. Il signale que l’expansion du crédit, donc de la monnaie, est indispensable à l’investissement donc à l’activité et la croissance. La monnaie cesse d’être neutre et devient une condition de l’expansion économique.
La démonétisation de l’argent au profit exclusif de l'or conduit à des études sur l'effet de la réduction de la quantité de monnaie dans un système économique. Milton Friedman montre le caractère néfaste de la chute de la masse monétaire sur le niveau des prix et l'activité économique dans son livre Une histoire monétaire des États-Unis, 1867-1960. Bien plus tard, il donne sa caution à la théorie quantitative de la monnaie dans son livre Money Mischief.

## Concept
La théorie quantitative de la monnaie dispose que la masse monétaire influe directement sur le niveau des prix ({\displaystyle P}). Pour cela, il est nécessaire de tenir comme vrai que la vitesse de circulation de la monnaie ({\displaystyle V}) est constante, ainsi que le niveau de production ({\displaystyle Y}). Est supposée une situation de plein emploi des facteurs de production. En effet, si {\displaystyle V} et {\displaystyle Y} sont constants, alors la masse monétaire {\displaystyle M} ne peut qu'influer sur {\displaystyle P}.
De cette identité, les monétaristes soutiennent que l'inflation est un phénomène purement monétaire. La source de l'inflation provient d'une création de monnaie excessive.

## Formalisation

### Formule de John Stuart Mill
La théorie quantitative de la monnaie est souvent formalisée de manière simple à partir d'une équation de conservation de la quantité de monnaie échangée dans l'ensemble des transactions :
{\displaystyle M\cdot V=P\cdot Y}
- {\displaystyle M} est la quantité de monnaie en circulation dans une économie pendant la période ;
- {\displaystyle V} est la vitesse de circulation de la monnaie, c'est-à-dire le nombre de fois qu'une même unité de monnaie a servi à payer des transactions pendant la période ;
- {\displaystyle Y} est la production d'une économie pendant la période ;
- {\displaystyle P} est le niveau des prix (les prix réels d'échange ex post) pendant la période.

Cela implique que :
- {\displaystyle P\cdot Y} représente la quantité d'argent échangée (ou production intérieure nominale) ;
- {\displaystyle Y} et {\displaystyle P} sont des vecteurs ;
- {\displaystyle M} et {\displaystyle V} peuvent aussi être de simples nombres, dans la formulation la plus simple, mais comme il existe différents types de monnaie (billet, pièces, chèques, titres négociables, etc.) qui circulent à des vitesses différentes, on peut aussi les traiter comme des vecteurs.

### Formalisations ultérieures

#### Formalisation fisherienne
L'économiste Irving Fisher introduit dans son équation les différences entre les différents types de monnaie. Il écrit :
{\displaystyle M_{1}\cdot V_{1}+M_{2}\cdot V_{2}=P\cdot Y}
- {\displaystyle M_{1}} représente la monnaie banque centrale (billets et pièces) ;
- {\displaystyle V_{1}} est la vitesse de circulation de {\displaystyle M_{1}};
- {\displaystyle M_{2}} représente la monnaie bancaire ;
- {\displaystyle V_{2}} est la vitesse de circulation de {\displaystyle M_{2}}.

La vitesse de circulation et la répartition de la monnaie entre les différentes types font partie des éléments pris en compte par les monétaristes dans les estimations de la santé d'une économie. À court terme, sa valeur est considérée comme stable, fonction des comportements de thésaurisation et des modes de paiements (liquide, chèque, carte bleue) des agents économiques.
Fisher tente de partir de la formule de Mill pour démontrer que toute augmentation de la masse monétaire induit une augmentation égale des prix (en admettant {\displaystyle V}constante et {\displaystyle Y} exogène à la relation entre les prix et la masse monétaire) :
{\displaystyle M\cdot V=P\cdot Y\Longrightarrow \Delta (M\cdot V)=\Delta (P\cdot Y)}
{\displaystyle \qquad \qquad \quad \,\ \ \ \ \Longrightarrow \Delta M=\Delta P}
Ainsi, une augmentation de la masse monétaire fera augmenter le niveau des prix dans une proportion 1:1.
Il est à noter que, au contraire de la plupart des quantitativistes, l'augmentation de la masse monétaire et donc l'inflation n'est pas forcément un problème pour Fisher, il pourrait même éviter les crises de surendettement causés par l'effet Fisher.

#### Formalisation marshalienne
L'économiste Alfred Marshall réinterprète la formule de Mill pour formuler la quantité de monnaie demandée {\displaystyle M^{d}} dans une économie:
{\displaystyle M^{d}={k\cdot P}\cdot Y}
où {\displaystyle k} représente la quantité de monnaie nécessaire dans une transaction pour financer une unité de devise (1£, 1€...) à l'échelle nationale, autrement dit {\displaystyle k={1 \over V}}

### Formalisation moderne
Dans sa forme moderne la plus répandue cette théorie se résume sous la forme de l'équation.
{\displaystyle MV=\mathbf {p} \cdot \mathbf {q} }
avec
{\displaystyle M\,} la quantité de monnaie en circulation dans une économie sur une période telle qu'une année,
{\displaystyle V\,} la vitesse de la monnaie, c'est-à-dire la fréquence moyenne entre les transactions pour une unité de monnaie,
{\displaystyle \mathbf {p} } le vecteur des prix,
{\displaystyle \mathbf {q} } le vecteur des quantités.
Si {\displaystyle p_{i}\,} et {\displaystyle q_{i}\,} sont le prix et la quantité de la transaction {\displaystyle i}, {\displaystyle \mathbf {p} \cdot \mathbf {q} =\sum _{i}p_{i}q_{i}}.
Cependant il existe d'autres formulations reliant la quantité de monnaie et les prix selon les courants de pensée économique comme le keynésiennes ou monétaristes.

## Présupposés

### Présupposés généraux
L'équation précédente reflète une conservation incontestable, mais représente déjà une simplification par rapport à l'équation parfaitement rigoureuse, qui ferait intervenir une intégrale temporelle du produit de la quantité de monnaie disponible et de sa vitesse de circulation .
Implicitement, on admet donc que les différentes formes de la monnaie ont chacune une vitesse de circulation caractéristique relativement constante dans le temps.

### Postulats
L'interprétation de l'équation dépend en outre de plusieurs hypothèses, notamment :
1. l'exogénéité de la monnaie. M est considérée comme décidée par les autorités monétaires ;
2. la flexibilité nominale des prix. Autrement dit, la possibilité qu'ils baissent ou augmentent facilement en fonction de l'offre et de la demande du produit) ;
3. l'illusion monétaire. Autrement dit, la sensibilité des agents économiques à l'évolution des prix nominaux et non aux prix réels ;
4. le degré d'utilisation des capacités maximales de production du système économie (production de plein emploi) ;
5. le fait d’intégrer ou non dans l’équation les échanges concernant les actifs (immobiliers et financiers) en plus des biens et services (les relations directes avec l’inflation et le PIB ne sont plus possibles lorsque ces actifs sont intégrés).

## Critiques et débats

### Critique keynésienne
John Maynard Keynes réinterprétera la formalisation marshalienne {\displaystyle M^{d}={k\cdot P}\cdot Y} en écrivant {\displaystyle k={M^{d} \over {P\cdot Y}}} ; alors que les quantitativistes considèrent V constant et donc le rapport entre {\displaystyle M^{d}} et {\displaystyle (P\cdot Y)} constant, Keynes rétorque que les individus peuvent être influencés par la préférence pour la liquidité, ainsi à court terme les agents économiques peuvent thésauriser et faire sortir la monnaie du circuit économique. {\displaystyle V} n'est donc pas une constante mais une variable, Keynes introduit ainsi les variables {\displaystyle L_{1}(R)}, {\displaystyle L_{2}(i)} et {\displaystyle L} où {\displaystyle L_{1}(R)} représente la quantité de monnaie demandée au nom des échanges (autrement dit c'est la variable {\displaystyle M^{d}} pour les quantitativistes) et {\displaystyle L_{2}(i)} la quantité de monnaie demandée pour elle-même (autrement dit la thésaurisation ; par ailleurs pour les quantitativistes {\displaystyle L_{2}(i)=0}) et finalement {\displaystyle L=L_{1}(R)+L_{2}(i)}.
Keynes réécrit ainsi la formule de Marshall: 
{\displaystyle k}{\displaystyle ={L_{1}(R) \over {P\cdot Y}}={{L-L_{2}(i)} \over {P\cdot Y}}}
Keynes démontre ainsi que puisque {\displaystyle L_{2}(i)} est variable du fait de la préférence pour la liquidité alors le rapport entre {\displaystyle L_{1}(R)} et {\displaystyle (P\cdot Y)} ne peut qu'être accidentellement proportionnel et même variable : la monnaie n'a donc pas un rôle neutre dans le système économique.
Dans le cas où {\displaystyle L=L_{2}(i)}, ce qui correspond selon Keynes à une situation de trappe à liquidité, correspondant à toute crise économique profonde, alors toute augmentation de la masse monétaire ne fera pas augmenter le niveau de la production intérieure nominale, les revenus n'augmenteront donc pas et la consommation stagnera à un niveau proche de zéro, Keynes rejoint ainsi les quantitativistes en affirmant que la relance monétaire est parfaitement inefficace lors de crises économiques,.

### Existence du lien entre masse monétaire et niveau des prix
La validation empirique de la théorie quantitative de la monnaie a fait l'objet de beaucoup d'études académiques. La Banque de France considère ainsi que si « l'existence d'une relation à long terme entre la masse monétaire et le niveau des prix n'est guère contestée », le sens de la causalité, lui, est toujours débattu.
La Banque de France soutient que si le lien est vérifiable à long terme, le lien de court terme est difficile à prouver.
Certains économistes se montrent beaucoup plus critiques vis-à-vis de la théorie, considérant qu'« au mieux, ce lien n'est valable qu'à très long terme et il est instable à court et moyen terme ».

### Distension du lien entre masse monétaire et niveau des prix
Christian de Boissieu estime que « les liens entre la création monétaire et le niveau général des prix se sont considérablement distendus (depuis les années 1960) ». Cela est observé par Patrick Artus après la crise de Covid-19, où l'explosion de la masse monétaire n'a pas été la cause de l'inflation. (à l'exception d'une forte inflation du prix des actifs, notamment financiers - actions cotée et immobilier -, dont les prix se stabilisent dès le premier semestre 2022 dans un contexte géopolitique mouvementé et un contexte économique de stagflation).
La théorie quantitative de la monnaie postule que la monnaie est utilisée dans l'économie dite réelle. Il peut toutefois y avoir des fuites macroéconomiques qui font sortir la monnaie nouvellement créée du circuit de production et de consommation classique. Ainsi, les politiques d'assouplissement quantitatif, dont les effets restent bloqués dans le système financier, provoquent moins d'inflation que le financement monétaire des déficits de l'État. Les politiques monétaires accommodantes semblent toutefois présenter leurs limites en vue de réguler le taux d'inflation dès lors que celle-ci est portée par une masse monétaire introduite dans l'économie réelle et utilisée pour des dépenses contraintes. Les dépenses contraintes des ménages, telles que l'alimentation ou l'énergie, tendent à accroître l'inflation lorsque les prix de ces dernières augmentent fortement et que la masse monétaire demeure importante, à condition que le taux de croissance de la production soit inférieur au taux de croissance des prix des dépenses contraintes : c'est en partie ce qui explique l'accroissement important du taux d'inflation au sein des économies développées en 2022, inflation catalysée par différentes pénuries sur fond de guerre menée par la Russie contre l'Ukraine.
La conséquence de cela est que les augmentations récentes de la masse monétaire s'accompagne moins d'une hausse des prix à la consommation que d'une hausse des actifs immobiliers et financiers.

### Inflation non monétaire
Certains économistes soutiennent que l'inflation est multi-factorielle. Elle peut trouver son origine, par exemple, dans une hausse de la demande du bien vis-à-vis de son offre, auquel cas on parle d'inflation par la demande.

### Ajustement par les quantités
De plus, de nos jours les entreprises (dans les pays développés) n'utilisent pas toute leur capacité de production : l'ajustement peut se faire par les quantités et non par les prix.
L'inflation est un phénomène multifactoriel qui dépend de la structure économique d'un pays, des politiques budgétaires et monétaires,.